# Дубровский, Борис Александрович
Бори́с Алекса́ндрович Дубро́вский (род. 22 ноября 1958, Магнитогорск, Челябинская область) — российский политик, инженер-металлург.
Губернатор Челябинской области с 24 сентября 2014 по 19 марта 2019 (временно исполняющий обязанности губернатора Челябинской области с 15 января по 24 сентября 2014). Генеральный директор Магнитогорского металлургического комбината (2011—2014).
Обвиняется в хищении из российского бюджета, предположительно скрывается от следствия в Швейцарии.

## Биография
Борис Дубровский родился 22 ноября 1958 года в Магнитогорске в семье работника коксохимического производства ММК Александра Владимировича Дубровского (1924—2014) и бухгалтера-товароведа Валентины Алексеевны Дубровской (впоследствии Кравченко; 1937—2011).
В 1964 году родители Дубровского развелись, позднее его мать повторно вышла замуж.
В 1975 году окончил школу № 56 города Магнитогорска и поступил на работу на Магнитогорский металлургический комбинат, работал учеником контролёра.
После окончания службы в армии Дубровский вернулся на ММК слесарем, затем работал бригадиром, старшим мастером, начальником прокатного отделения, заместителем начальника, начальником листопрокатного цеха, главным прокатчиком.
В 1990 году с отличием окончил вечернее отделение Магнитогорского горно-металлургического института по специальности «обработка металлов давлением». Тема дипломной работы — «Исследование и разработка процессов упрочнения валков стана 2500 холодной прокатки с целью повышения их стойкости и качества проката».
В 2000 назначен заместителем коммерческого директора — начальником управления оборудования, в 2002 г. — техническим директором — главным инженером ММК.
В 2001 году окончил Академию народного хозяйства при Правительстве РФ.
С 2002 по 2003 год по совместительству являлся генеральным директором ОАО «Магнитогорский метизно-металлургический завод».
С 2003 по 2008 год работал директором по сбыту на внутреннем рынке, директором по сбыту, исполнительным директором ОАО «Магнитогорский металлургический комбинат».
С 2009 по май 2011 года работал первым заместителем генерального директора «Уралвагонзавода». С мая 2011 по 15 января 2014 года был генеральным директором ММК.

### Губернатор Челябинской области

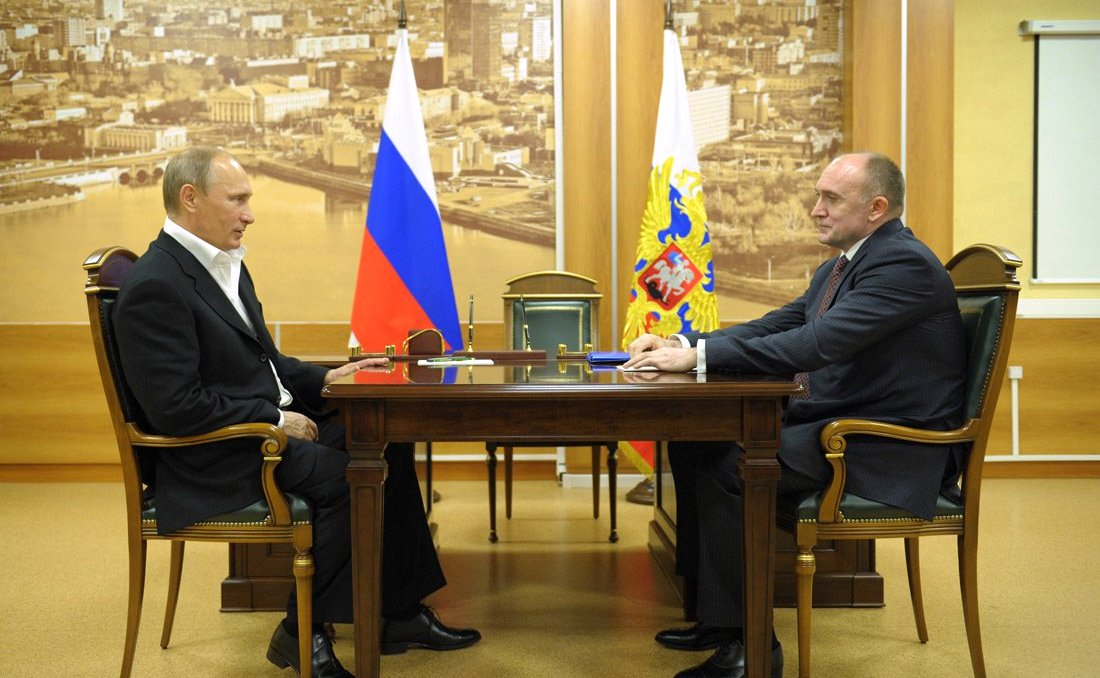
C Президентом России Владимиром Путиным, 31 августа 2014

15 января 2014 года был назначен временно исполняющим обязанности губернатора Челябинской области вместо ушедшего в отставку Михаила Юревича.
В единый день голосования 14 сентября 2014 года Дубровский выиграл выборы губернатора Челябинской области, будучи кандидатом от партии «Единая Россия» и набрав 86 % голосов при явке около 45 %.
С 25 октября 2014 по 7 апреля 2015, с 6 апреля по 22 ноября 2016 и с 18 июля 2018 по 28 января 2019 — член президиума Государственного совета Российской Федерации.
19 марта 2019 года ушёл в отставку по собственному желанию.

### Кадровая политика
Челябинский политолог Андрей Лавров заявил, что после назначения Дубровского исполняющим обязанности главы области усилится влияние магнитогорской элиты.
Посты заместителей Дубровского получили Евгений Редин, Николай Сандаков, а также мэр Магнитогорска Евгений Тефтелев (заместитель на общественных началах).
Главой администрации губернатора был назначен топ-менеджер ММК Иван Сеничев. Бывший депутат Государственной думы Алексей Бобраков был назначен министром промышленности и природных ресурсов Челябинской области.
31 декабря 2015 года Борис Дубровский подписал постановление об увольнении своего заместителя Ивана Сеничева по его собственному желанию. В октябре 2015 года в федеральных СМИ разразился скандал в связи с конфликтом заместителя губернатора и частным охранным предприятием «ПИТОН».
12 января 2016 года должность Сеничева занял Евгений Голицын, который с декабря 2014 года возглавлял аппарат Губернатора и Правительства Челябинской области.

### Уголовные дела
В 2016 году стал одним из фигурантов «Панамского досье», утверждавшего, что в 2014 году Дубровский использовал офшоры при покупке векселей российских компаний, которые сам же и контролировал.
В августе 2018 года Федеральная антимонопольная служба России завела дело о сговоре на торгах по ремонту автодорог Челябинской области в отношении Дубровского, министерства дорожного хозяйства, транспорта региона и акционерного общества «Южуралмост». ФАС были выявлены нарушения при проведении 29 аукционов на общую сумму более 8 миллиардов рублей.
19 марта 2019 года ушёл в отставку по собственному желанию.
В июле 2019 года Дубровский упоминался в уголовном деле, связанном с завышением тарифов «ТТК-Транс».
11 октября 2019 года ТАСС со ссылкой на адвоката Игоря Трунова сообщил, что в отношении Бориса Дубровского возбуждено уголовное дело в связи с превышением губернатором полномочий (ч. 2 ст. 285 УК РФ «Злоупотребление должностными полномочиями, совершенное лицом, занимающим государственную должность Российской Федерации или государственную должность субъекта РФ»). Сумма ущерба оценивается в 20 млрд рублей.
По некоторым данным, Дубровский скрывается от следствия в Швейцарии.

## Семья и личная жизнь
- Жена — Вера Геннадьевна Дубровская.
  - Сын — Александр Борисович Дубровский, бизнесмен, окончил Магнитогорский государственный технический университет.
  - Дочь — Анна Борисовна Дубровская, в 2014 году окончила факультет глобальных процессов Московского государственного университета[33].

## Доходы
В 2012 году издание «Forbes» назвало Дубровского 13-м в списке самых дорогих топ-менеджеров России.
В 2015 году «Forbes» поместил Дубровского на 26 место в рейтинге доходов госслужащих «Власть и деньги».

## Оценки
Челябинский журналист, главный редактор интернет-газеты «Слово» Дмитрий Моргулес отметил, что Борис Дубровский технократ, ответственный руководитель, «трудоголик», глубоко погружающийся в каждую конкретную проблему. С другой стороны, он отмечает, что губернатор так и не стал «политиком, во всех смыслах этого понятия». Моргулес отмечает, что Борис Дубровский не сформулировал собственной новостной, политической и экономической политики; кроме того, Дубровскому не хватает таких качеств как публичность и «ориентированность на чаяния населения».
Бывший вице-губернатор Челябинской области Николай Сандаков также положительно отозвался о Борисе Дубровском, называя среди его положительных качеств порядочность, честность, высокую степень ответственности за принятые решения. Бывший чиновник отметил также, что рабочий день губернатора длится «не менее 14 часов». Однако он также отметил, что системная работа по информационному сопровождению деятельности власти Челябинской области свёрнута, а сам губернатор не может ими заниматься, ввиду того, что у региона слишком много социально-экономических проблем.

## Награды
- Орден Почёта (2012)[38].
- Орден Дружбы (ноябрь 2018) — за большой вклад в социально-экономическое развитие региона и многолетнюю добросовестную работу»[39], вручён в мае 2019 года[40].
- Медаль ордена «За заслуги перед Отечеством» II степени (2003)[38].
- Знак отличия «За заслуги перед Челябинской областью» (19 ноября 2013) — за выдающиеся заслуги в социально-экономическом развитии Челябинской области[38].
- Орден «Аль-’Иззат» степень «Сагид бин Зайд радыяЛЛаhу’анhу» (7 июля 2018, ЦДУМ)[41]